# Guillermo Pereyra
Guillermo Ariel Pereyra (Río Cuarto, Córdoba, Argentina, 20 de febrero de 1980) es un exfutbolista y actual entrenador argentino. Jugaba como volante central y su primer equipo fue River Plate y su último club antes de retirarse fue San Lorenzo.
Tuvo su primera experiencia como entrenador en Santamarina de Tandil (Primera B Nacional).
El viernes 23 de abril de 2021 se presentó como nuevo propietario del C. D. Tudelano (de la tercera división española) junto con el empresario argentino Raúl Sánchez. Ambos son las caras visibles de los grupos inversores que han comprado el 97,2 % de los 850.000 euros de capital social del club.
Pereyra será el nuevo director deportivo del equipo.

## Clubes

### Como jugador
| Equipo          | País      | Año       |
| --------------- | --------- | --------- |
| River Plate     | Argentina | 1998-2003 |
| Mallorca        | España    | 2003-2007 |
| Lokomotiv Moscú | Rusia     | 2007-2008 |
| BSC Young Boys  | Suiza     | 2009      |
| Real Murcia     | España    | 2009-2010 |
| San Lorenzo     | Argentina | 2010-2011 |

### Como entrenador
| Equipo                | País                 | Año                  | PJ | PG | PE | PP | GF | GC | DG | EF%    |
| --------------------- | -------------------- | -------------------- | -- | -- | -- | -- | -- | -- | -- | ------ |
| Santamarina de Tandil | Argentina            | 2018-2019            | 21 | 5  | 6  | 10 | 17 | 25 | -8 | 33.33% |
| Total en sus equipos  | Total en sus equipos | Total en sus equipos | 21 | 5  | 6  | 10 | 17 | 25 | -8 | 33.33% |

## Palmarés

### Campeonatos nacionales
| Título           | Equipo      | País      | Año    |
| ---------------- | ----------- | --------- | ------ |
| Primera División | River Plate | Argentina | A-1999 |
| Primera División | River Plate | Argentina | C-2000 |
| Primera División | River Plate | Argentina | C-2002 |
| Primera División | River Plate | Argentina | C-2003 |